# Dernier Amour
Dernier Amour è un film muto del 1916 diretto da Léonce Perret. Il film, interpretato da René Cresté e Valentine Petit, fu prodotto dalla Société des Etablissements L. Gaumont.

## Produzione
Il film fu prodotto dalla Société des Etablissements L. Gaumont nel 1916.

## Distribuzione
Uscì nelle sale francesi il 24 novembre 1916. Il film uscì anche in Portogallo l'8 febbraio 1918 con il titolo Último Amor.